# Japan Airlines
Japan Airlines (JAL) je nacionalni avio-prijevoznik Japana i najveća aviotvrtka u Aziji. Član je globalnog zrakoplovnog udruženja Oneworld. Glavno središte međunarodnih letova JAL-a je međunarodna Zračna luka Narita a domaći letovi se odvijaju preko Zračne luke Tokyo. Tvrtka obavlja redovne i čarter domaće i međunarodne letove na 125 odredišta širom svijeta. 
Početci JAL-a bili su 1. listopada 1953. godine, kada je japanska vlada odobrila stvaranje države avio-tvrtke. Već 1954. godine novoosnovana tvrtka započinje svoje prve međunarodne interkontinentalne letove za SAD. Nakon tri desetljeća postojanja i proširenje njenih usluga, 1987. godine avio tvrtka je u potpunosti privatizirana. U 2002. Japan Airlines se spaja s Japan Air System-om, trećim po veličini japanskim prijevoznikom. Do 2008. godine Japan Airlines prevozi 50 milijuna putnika godišnje a sa svojim podružnicama ima 17.925 zaposlenih (2007.)  

## Flota
Japan Airlines flota se sastoji od sljedećih zrakoplova (ožujak 2014.):